# 山武郡市
山武郡市（さんぶぐんし）とは、千葉県東部にある、主に山武郡に属していた領域にある3市と、現在も同郡に属している3町を併せた地域の総称。

## 概要
東金市、山武市、大網白里市、および山武郡の九十九里町、芝山町、横芝光町からなる。3市3町は山武郡市広域行政組合を構成している。千葉市からは10km～30km、東京都心から45km～60kmに位置する。
山武郡市農業協同組合や、山武郡市広域水道企業団もその名を冠しているが、前者は横芝光町の光地区、後者は芝山町を管轄範囲に含まない。